# كولن باترسون (لاعب اتحاد الرغبي)
كولن باترسون (بالإنجليزية: Colin Patterson)‏ هو لاعب اتحاد الرغبي بريطاني، ولد في 3 مارس 1955 في بلفاست في المملكة المتحدة.

## وصلات خارجية
- كولن باترسون عل موقع إسبنسكروم (الإنجليزية)